# Eastwind Ridge
Eastwind Ridge ist ein breiter, teilweise vereister Gebirgszug von 16 km Länge in der Convoy Range im ostantarktischen Viktorialand. Er liegt zwischen dem Chattahoochee-Gletscher und dem Towle-Gletscher.
Der United States Geological Survey kartierte den Gebirgszug anhand geodätischer Vermessungen und mithilfe von Luftaufnahmen der United States Navy. Das Advisory Committee on Antarctic Names benannte ihn 1964 nach der USCGC Eastwind, einem ab 1958 im McMurdo-Sund eingesetzten Eisbrecher der US-Verbände.